# Superliga polska w piłce ręcznej kobiet
Orlen Superliga Kobiet – najwyższa w hierarchii klasa żeńskich ligowych rozgrywek piłki ręcznej w Polsce, będąca jednocześnie najwyższym szczeblem centralnym (I poziom ligowy). Zmagania w jej ramach toczą się cyklicznie (co sezon) systemem kołowym. Jej triumfatorki zostają mistrzyniami Polski, zaś najsłabsze drużyny relegowane są do Ligi Centralnej. Czołowe zespoły klasyfikacji końcowej każdego sezonu uzyskują prawo występów w europejskich pucharach w sezonie następnym (Lidze Mistrzyń, Pucharze EHF, bądź Pucharze Challenge EHF).
Decyzję o przeprowadzaniu mistrzostw Polski piłki ręcznej kobiet w formule ligowej podjęto w 1956 r., a pierwsza edycja ligi odbyła się w sezonie 1956/57. Od samego początku do dziś rywalizacja ligowa toczona jest w tzw. „wersji duńskiej” (czyli odmianie 7-osobowej) na obiektach zamkniętych (halach sportowych). Do sezonu 2018/19 rozgrywkami zarządzał Związek Piłki Ręcznej w Polsce. Od sezonu 2007/08 do 2015/16 na zakończenie rozgrywano fazę play-off.
Na przestrzeni lat zmianom ulegały zarówno nazwa rozgrywek (pierwotnie I liga, następnie Ekstraklasa, a od 2010 Superliga), jak i system ich przeprowadzania (klasyczna formuła ligowa, formuła ligowa z późniejszym podziałem na grupy mistrzowską i spadkową, formuła ligowa z fazą play-off), różna była też liczba drużyn przystępujących do rywalizacji (od 6 do 12).
W sezonie 2016/17 nastąpiła zmiana systemu przeprowadzania rozgrywek, dotychczasowy z podziałem na fazy play-off i play-out zastąpiono podziałem na dwie „szóstki”. Pierwsza z nich grała o mistrzostwo Polski, natomiast drużyny z miejsc 7-12 broniły się przed spadkiem. Rozgrywki te przebiegały systemem każdy z każdym, mecz i rewanż. Oznaczało to 10 dodatkowych meczów potrzebnych do wyłonienia mistrza i spadkowiczów.
W 2019 r. na mocy zawartej umowy pomiędzy PGNiG a Superligą sp. z o.o., podjęto decyzję o stworzeniu ligi zawodowej. Proces profesjonalizacji rozpoczął się w marcu, a w lipcu ZPRP powierzył prowadzenie ligi Superlidze sp. z o.o. Od sezonu 2019/20 spotkania rozgrywane są systemem czterorundowym, każdy z każdym, bez fazy play-off - każda para zespołów rozgrywa po dwa spotkania w hali swojej i rywala. Do pierwszej ligi spada ostatni zespół tabeli. Przed startem sezonu 2022/23 Superliga sp. z o.o. wraz z ZPRP podjęły decyzję o poszerzeniu ligi do 10 zawodowych zespołów.
Od sezonu 2010/11 do sezonu 2022/23 sponsorem tytularnym rozgrywek Superligi było Polskie Górnictwo Naftowe i Gazownictwo, a ich oficjalna nazwa brzmiała PGNiG Superliga. 7 sierpnia 2023 współpracę z Superligą nawiązał Orlen, w wyniku czego od sezonu 2023/24 zmieniono nazwę rozgrywek na Orlen Superliga.

## Triumfatorki
| Sezon     | 1. miejsce                      | 2. miejsce                      | 3. miejsce                      |
| --------- | ------------------------------- | ------------------------------- | ------------------------------- |
| 1956/1957 | Cracovia                        | Stal Chorzów                    | Sośnica Gliwice                 |
| 1957/1958 | Cracovia                        | Budowlani Gogolin               | Wybrzeże Gdańsk                 |
| 1958/1959 | AZS Katowice                    | Cracovia                        | Włókniarz Łącznik               |
| 1959/1960 | Cracovia                        | AKS Chorzów                     | Ruch Chorzów                    |
| 1960/1961 | Cracovia                        | Ruch Chorzów                    | AZS Katowice                    |
| 1961/1962 | Ruch Chorzów                    | Cracovia                        | AZS Warszawa                    |
| 1962/1963 | Ruch Chorzów                    | Cracovia                        | AZS Warszawa                    |
| 1963/1964 | Ruch Chorzów                    | Sośnica Gliwice                 | Start Gdańsk                    |
| 1964/1965 | Sośnica Gliwice                 | Cracovia                        | Ruch Chorzów                    |
| 1965/1966 | Sośnica Gliwice                 | Ruch Chorzów                    | Cracovia                        |
| 1966/1967 | Cracovia                        | Sośnica Gliwice                 | AZS Wrocław                     |
| 1967/1968 | AZS Wrocław                     | Cracovia                        | Azoty Chorzów                   |
| 1968/1969 | AZS Wrocław                     | Cracovia                        | Azoty Chorzów                   |
| 1969/1970 | Otmęt Krapkowice                | Cracovia                        | Sośnica Gliwice                 |
| 1970/1971 | Otmęt Krapkowice                | Pogoń Szczecin                  | Sośnica Gliwice                 |
| 1971/1972 | Sośnica Gliwice                 | Otmęt Krapkowice                | AZS Wrocław                     |
| 1972/1973 | Ruch Chorzów                    | AZS Wrocław                     | Otmęt Krapkowice                |
| 1973/1974 | Ruch Chorzów                    | AZS Wrocław                     | Otmęt Krapkowice                |
| 1974/1975 | Ruch Chorzów                    | AZS Wrocław                     | Skra Warszawa                   |
| 1975/1976 | AZS Wrocław                     | Ruch Chorzów                    | Skra Warszawa                   |
| 1976/1977 | Ruch Chorzów                    | Skra Warszawa                   | AZS Wrocław                     |
| 1977/1978 | Ruch Chorzów                    | Skra Warszawa                   | AZS Wrocław                     |
| 1978/1979 | AZS Wrocław                     | Ruch Chorzów                    | Skra Warszawa                   |
| 1979/1980 | Ruch Chorzów                    | AZS Wrocław                     | AKS Chorzów                     |
| 1980/1981 | AKS Chorzów                     | AZS Katowice                    | AZS Wrocław                     |
| 1981/1982 | AKS Chorzów                     | AZS Wrocław                     | Ruch Chorzów                    |
| 1982/1983 | Pogoń Szczecin                  | AZS Katowice                    | AZS Wrocław                     |
| 1983/1984 | AZS Wrocław                     | Pogoń Szczecin                  | Cracovia                        |
| 1984/1985 | Cracovia                        | Skra Warszawa                   | Pogoń Szczecin                  |
| 1985/1986 | Pogoń Szczecin                  | Cracovia                        | Ślęza Wrocław                   |
| 1986/1987 | Cracovia                        | AZS Wrocław                     | Pogoń Szczecin                  |
| 1987/1988 | AKS Chorzów                     | Cracovia                        | Start Gdańsk                    |
| 1988/1989 | AZS Wrocław                     | Pogoń Szczecin                  | Cracovia                        |
| 1989/1990 | AZS Wrocław                     | Pogoń Szczecin                  | Piotrcovia Piotrków Trybunalski |
| 1990/1991 | Pogoń Szczecin                  | Start Elbląg                    | AKS Chorzów                     |
| 1991/1992 | Start Elbląg                    | AZS Wrocław                     | Piotrcovia Piotrków Trybunalski |
| 1992/1993 | Piotrcovia Piotrków Trybunalski | AZS Wrocław                     | Start Elbląg                    |
| 1993/1994 | Start Elbląg                    | Piotrcovia Piotrków Trybunalski | Sośnica Gliwice                 |
| 1994/1995 | Montex Lublin                   | MKS Zagłębie Lubin              | Piotrcovia Piotrków Trybunalski |
| 1995/1996 | Montex Lublin                   | Sośnica Gliwice                 | MKS Zagłębie Lubin              |
| 1996/1997 | Montex Lublin                   | Start Elbląg                    | JKS Jarosław                    |
| 1997/1998 | Montex Lublin                   | Piotrcovia Piotrków Trybunalski | Start Elbląg                    |
| 1998/1999 | Montex Lublin                   | Sośnica Gliwice                 | Start Elbląg                    |
| 1999/2000 | Montex Lublin                   | MKS Zagłębie Lubin              | Start Elbląg                    |
| 2000/2001 | Montex Lublin                   | Sośnica Gliwice                 | MKS Zagłębie Lubin              |
| 2001/2002 | Lubella Montex Lublin           | MKS Zagłębie Lubin              | Nata AZS Gdańsk                 |
| 2002/2003 | Pol-Skone Lublin                | Piotrcovia Piotrków Trybunalski | Nata AZS Gdańsk                 |
| 2003/2004 | Nata AZS AWFiS Gdańsk           | Bystrzyca Lublin                | MKS Vitaral Jelfa Jelenia Góra  |
| 2004/2005 | SPR Lublin                      | Nata AZS AWFiS Gdańsk           | MKS Vitaral Jelfa Jelenia Góra  |
| 2005/2006 | SPR ICom Lublin                 | MKS Zagłębie Lubin              | AZS AWFiS Gdańsk                |
| 2006/2007 | SPR Safo ICom Lublin            | Piotrcovia Piotrków Trybunalski | MKS Zagłębie Lubin              |
| 2007/2008 | SPR Safo Lublin                 | Dablex AZS AWFiS Gdańsk         | MKS Zagłębie Lubin              |
| 2008/2009 | SPR Asseco Lublin               | MKS Zagłębie Lubin              | Piotrcovia Piotrków Trybunalski |
| 2009/2010 | SPR Lublin                      | MKS Zagłębie Lubin              | GTPR Gdynia                     |
| 2010/2011 | MKS Zagłębie Lubin              | SPR AZS Pol Lublin              | GTPR Gdynia                     |
| 2011/2012 | GTPR Gdynia                     | MKS Zagłębie Lubin              | SPR Lublin                      |
| 2012/2013 | SPR Lublin                      | MKS Zagłębie Lubin              | AZS Politechnika Koszalińska    |
| 2013/2014 | MKS Selgros Lublin              | MKS Zagłębie Lubin              | GTPR Gdynia                     |
| 2014/2015 | MKS Selgros Lublin              | GTPR Gdynia                     | Pogoń Szczecin                  |
| 2015/2016 | MKS Selgros Lublin              | Pogoń Szczecin                  | GTPR Gdynia                     |
| 2016/2017 | Vistal Gdynia                   | MKS Zagłębie Lubin              | Start Elbląg                    |
| 2017/2018 | MKS Perła Lublin                | MKS Zagłębie Lubin              | Energa AZS Koszalin             |
| 2018/2019 | MKS Perła Lublin                | MKS Zagłębie Lubin              | Energa AZS Koszalin             |
| 2019/2020 | MKS Perła Lublin                | MKS Zagłębie Lubin              | KPR Gminy Kobierzyce            |
| 2020/2021 | MKS Zagłębie Lubin              | KPR Gminy Kobierzyce            | MKS Perła Lublin                |
| 2021/2022 | MKS Zagłębie Lubin              | MKS Perła Lublin                | KPR Gminy Kobierzyce            |
| 2022/2023 | MKS Zagłębie Lubin              | MKS Perła Lublin                | KPR Gminy Kobierzyce            |
| 2023/2024 | MKS KGHM Zagłębie Lubin         | KPR Gminy Kobierzyce            | MKS FunFloor Lublin             |
| 2024/2025 | KGHM MKS Zagłębie Lubin         | PGE MKS FunFloor Lublin         | KPR Gminy Kobierzyce            |
| 2025/2026 |                                 |                                 |                                 |

## Bilans drużyn
Liczba tytułów mistrzowskich.
- 22 – MKS Lublin
- 9 – Ruch Chorzów
- 7 – AZS Wrocław
- 7 – Cracovia Kraków
- 6 – MKS Zagłębie Lubin
- 5 – AKS Chorzów
- 3 – ŁKS Łódź
- 3 – Pogoń Szczecin
- 3 – Sośnica Gliwice
- 3 – Unia Łódź
- 2 – Vistal Gdynia
- 2 – Start Elbląg
- 2 – Otmęt Krapkowice
- 2 – Stal Chorzów
- 2 – Zryw Łódź
- 1 – AZS AWFiS Gdańsk
- 1 – AZS Katowice
- 1 – AZS Warszawa
- 1 – IKP Łódź
- 1 – Piotrcovia Piotrków Trybunalski
- 1 – Spójnia Warszawa
- 1 – SKS Warszawa
- 1 – Znicz Łódź

## Prawa transmisyjne
Wybrane mecze Superligi Kobiet są transmitowane na kanałach sportowych Polsatu oraz na platformie Polsat Box Go.